# フランス・ファン・ミーリス
フランス・ファン・ミーリス（Frans van Mieris de Oudere、1635年4月16日 – 1681年3月12日）はオランダ黄金時代の画家の一人である。ライデンで活動し、息子のヤン・ファン・ミーリス(Jan van Mieris: 1660–1690)とウィレム・ファン・ミーリス(Willem van Mieris: 1662–1747) 、孫のフランス・ファン・ミーリス(Frans van Mieris de Jonge: 1689–1763)も画家として知られている。同名の画家の孫と区別するために「de Oudere(the Elder)」を付加して呼ばれることがある。

## 概要
ライデンに生まれた。父親は金細工や宝石の加工などを商売にしていて、ファン・ミーリスが仕事を継ぐことを望んでいたが、画家になることを選び、ガラス細工師が開いていた絵画学校で学び始めた。すぐにヘラルト・ドウやアブラハム・ファン・デン・テンペル(Abraham van den Tempel)の工房に移った。1658年にライデンの聖ルカ組合に入会が認められた。1663年と1664年に組合の要職に就き1665年に会長を務めた。
貴族や裕福な階級の人々の日常を描き、あまり大きなサイズの作品を制作することなく、一枚の絵に描かれる人物も少数であり、人物の衣装の質感などの精緻な描写を得意とした。
人気のある画家になり、プファルツ選帝侯のレオポルト1世やトスカーナ大公コジモ3世といった有力者からも注文を受けることになった。1657年にクネラ・ファン・デル・コックと結婚し、5人の子供が生まれ、ヤン・ファン・ミーリスとウィレム・ファン・ミーリスは画家になった。ファン・ミーリスの工房はウィレム・ファン・ミーリス、孫のフランス・ファン・ミーリスに継承された。

## 作品

真珠を繋ぐ女性(1658) ファーブル美術館蔵
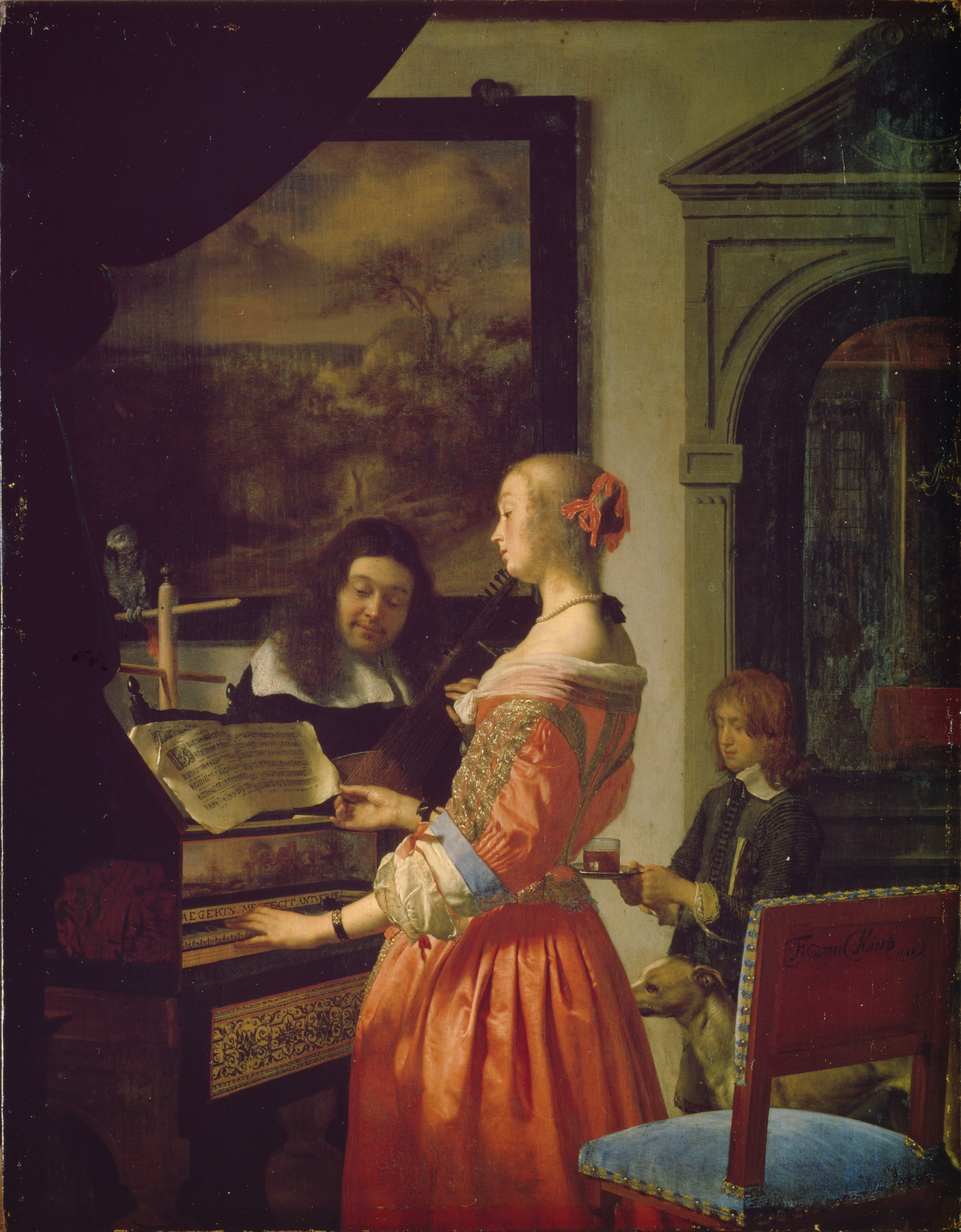
ハープシコードと婦人(1658) Staatliches Museum Schwerin 蔵
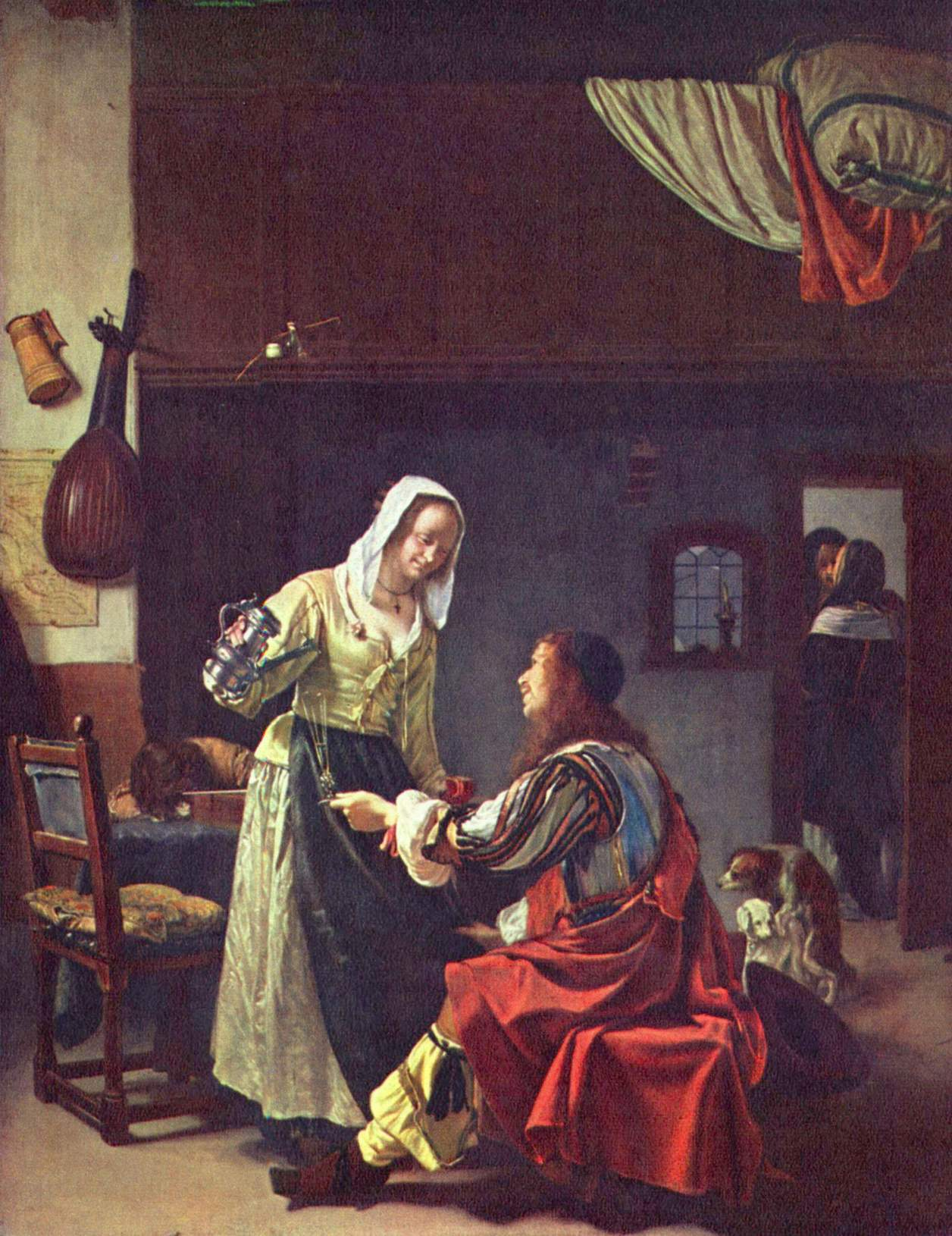
『売春宿の場面』(1658) マウリッツハイス美術館蔵
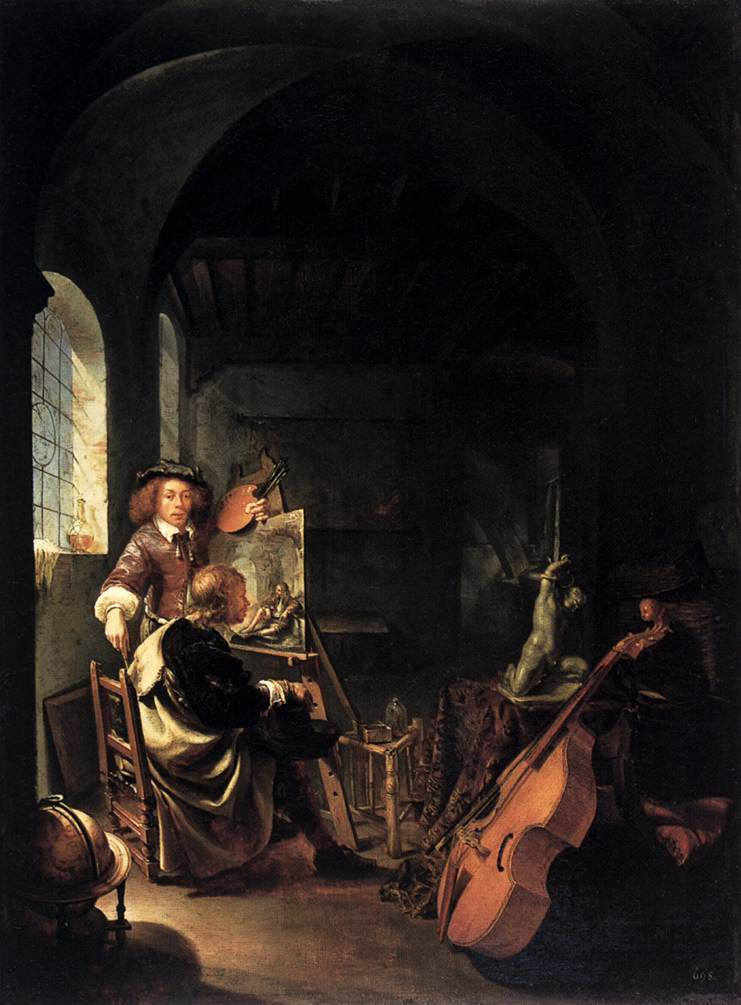
『画家のアトリエ』 (1669) アルテ・マイスター絵画館蔵
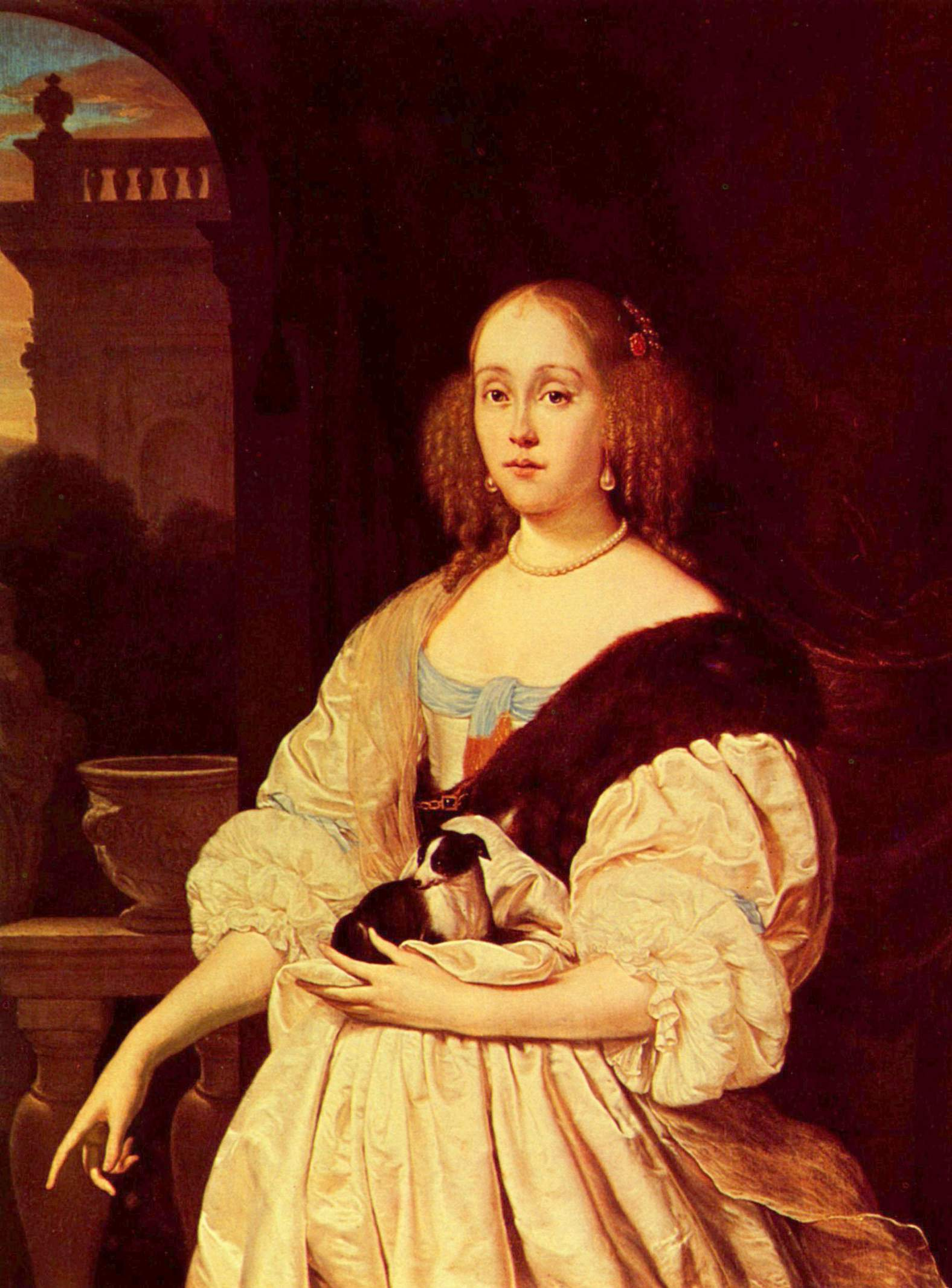
肖像画(1672) ティッセン＝ボルネミッサ美術館蔵
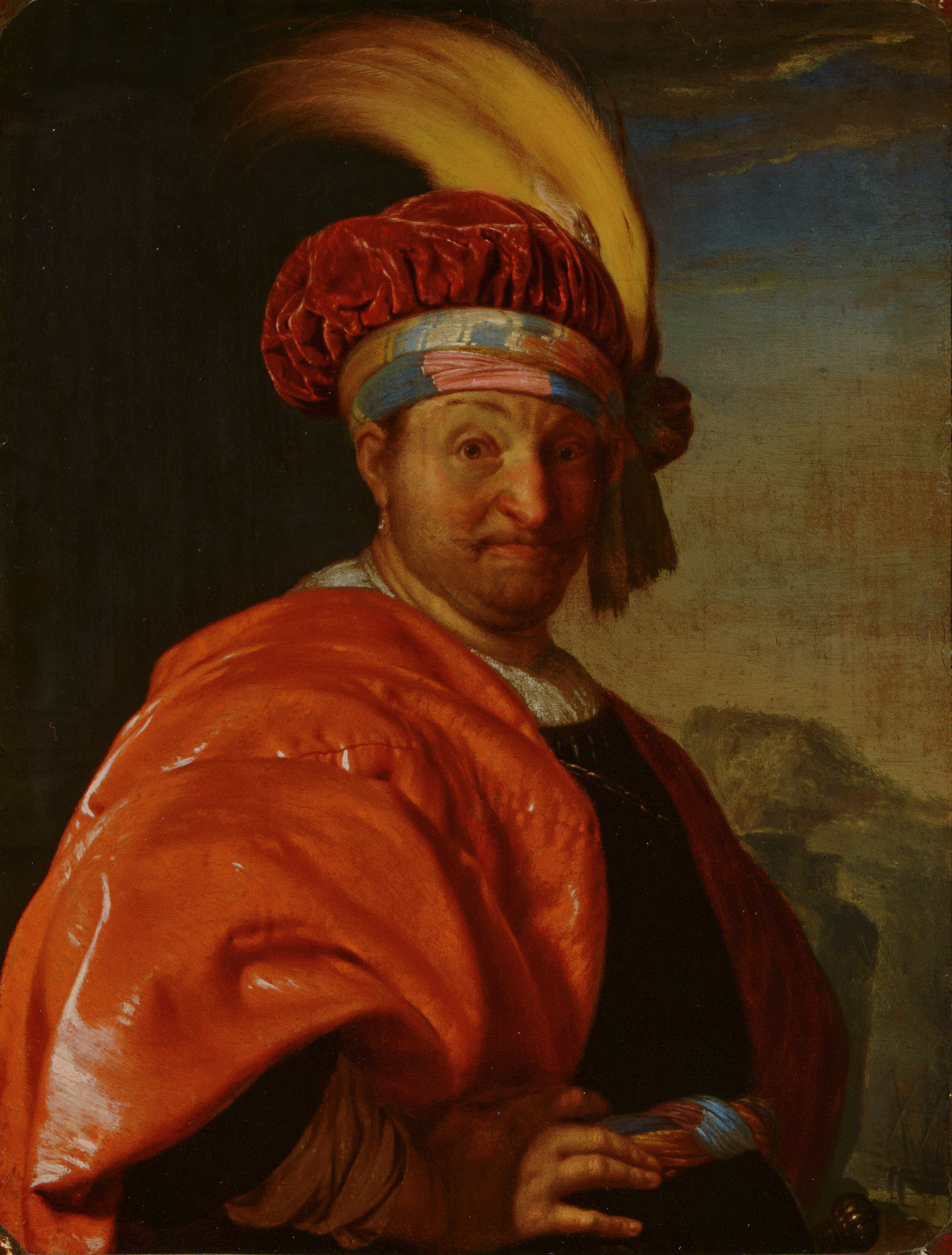
東方の衣装の人物の肖像画
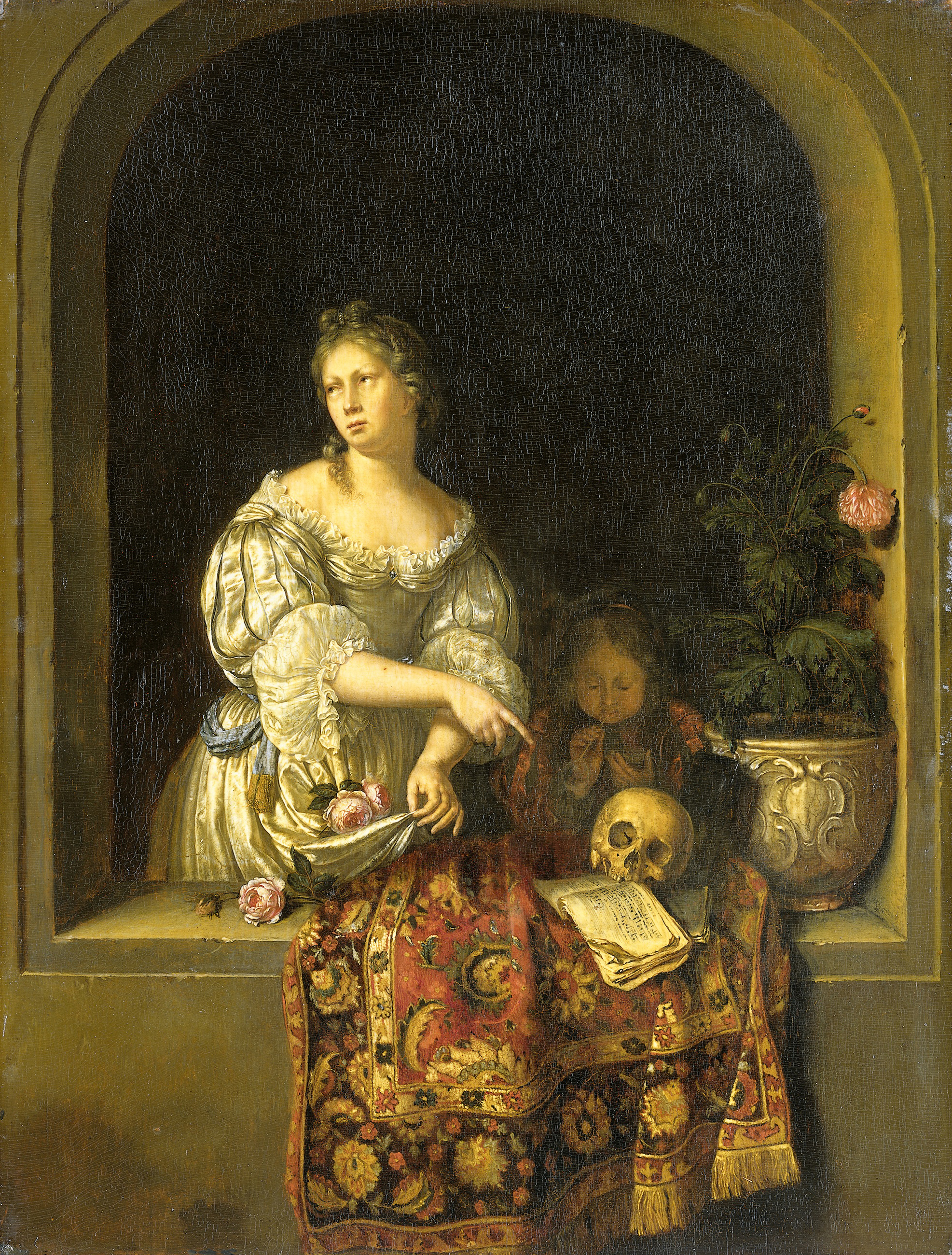
寓意画 アムステルダム国立美術館蔵
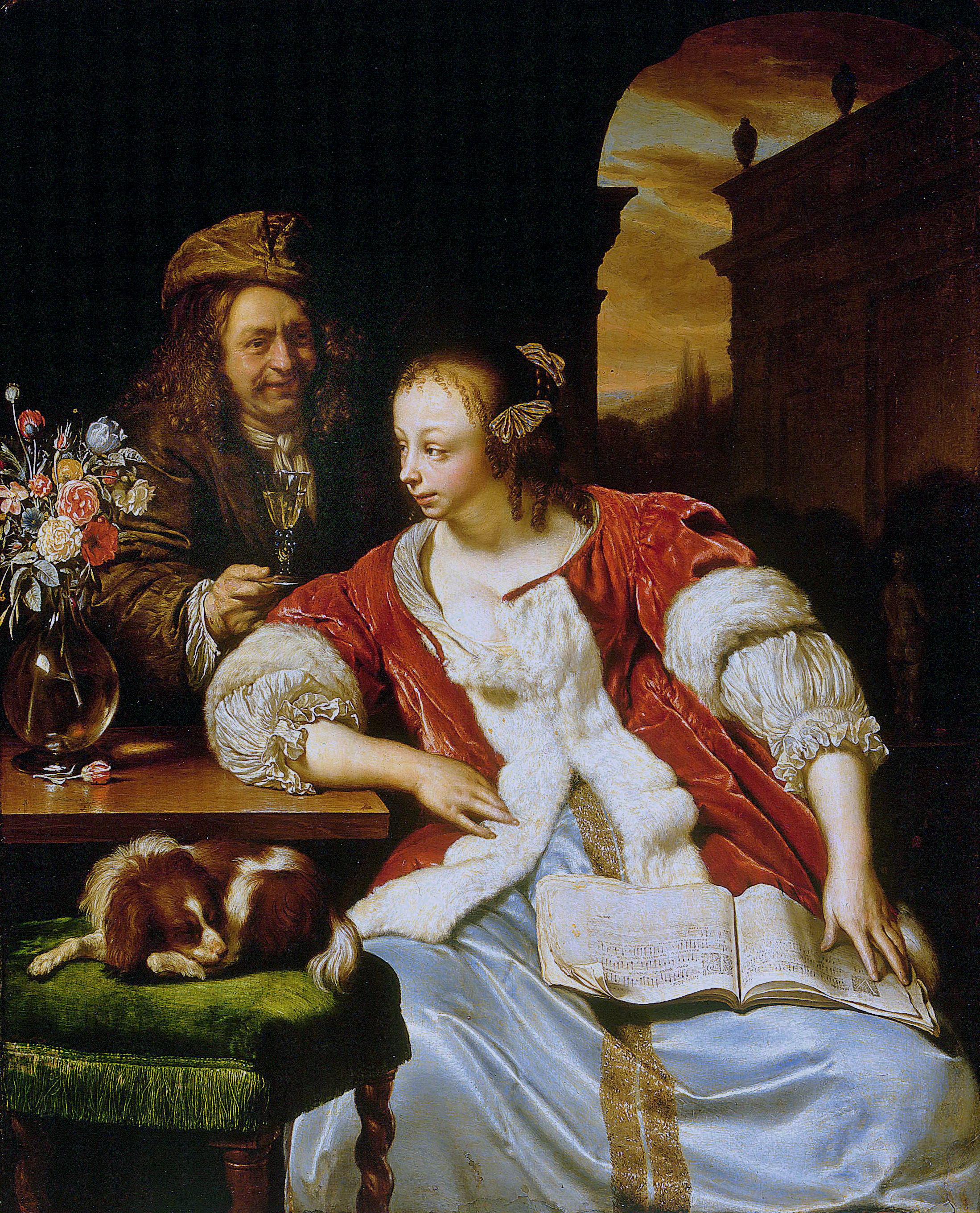
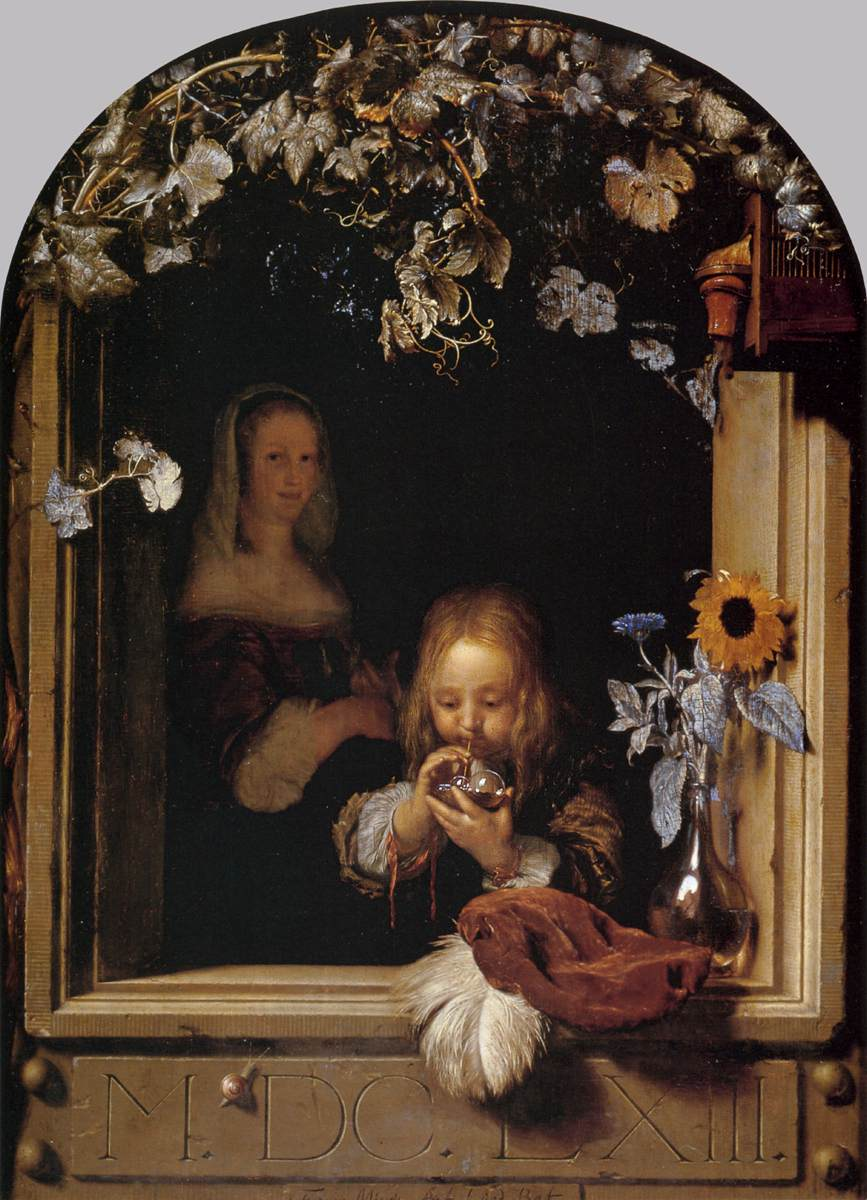
シャボン玉を吹く少年